# Aleksandr Podšivalov
Aleksandr Viktorovič Podšivalov (in russo Александр Викторович Подшивалов?; Sverdlovsk, 6 settembre 1964) è un ex calciatore russo, di ruolo portiere.

## Carriera

### Club
Cominciò la sua carriera nell'Uralmaš nel 1980, nella seconda serie sovietica; in quella stagione la squadra finì ultima e retrocesse. Rimase all'Uralmaš fino al 1983, in terza serie: approdato nel 1984 in massima serie con l'Ararat, conquistò un posto da titolare, collezionando 169 presenze in campionato distribuite su sette stagioni.
Dal 1991 è alla Torpedo Mosca con cui vince la Coppa russa nel 1993. L'anno successiva comincia la sua avventura all'estero: prima in Israele con l'Hapoel Haifa, quindi in Corea del Sud dove rimane per tre anni, giocando nel Jeju United, noto all'epoca come Yukong Kokkiri, Bucheon Yukong e  Bucheon SK, e vincendo due Korean League Cup.
Torna nel 1997 in patria, con la Lokomotiv Mosca, con cui conquista una seconda Coppa di Russia; chiude la carriera l'anno successivo in terza serie, con la formazione riserve dello stesso club.

### Nazionale
Ha collezionato una presenza con la propria Nazionale: giocò l'ultima mezz'ora dell'amichevole contro l'Arabia Saudita disputata il 6 ottobre 1993, entrando al posto di Sergej Ovčinnikov.

## Statistiche

### Cronologia presenze e reti in Nazionale
| Cronologia completa delle presenze e delle reti in nazionale ― Russia | Cronologia completa delle presenze e delle reti in nazionale ― Russia | Cronologia completa delle presenze e delle reti in nazionale ― Russia | Cronologia completa delle presenze e delle reti in nazionale ― Russia | Cronologia completa delle presenze e delle reti in nazionale ― Russia | Cronologia completa delle presenze e delle reti in nazionale ― Russia | Cronologia completa delle presenze e delle reti in nazionale ― Russia | Cronologia completa delle presenze e delle reti in nazionale ― Russia |
| Data                                                                  | Città                                                                 | In casa                                                               | Risultato                                                             | Ospiti                                                                | Competizione                                                          | Reti                                                                  | Note                                                                  |
| --------------------------------------------------------------------- | --------------------------------------------------------------------- | --------------------------------------------------------------------- | --------------------------------------------------------------------- | --------------------------------------------------------------------- | --------------------------------------------------------------------- | --------------------------------------------------------------------- | --------------------------------------------------------------------- |
| 6-10-1993                                                             | Dammam                                                                | Arabia Saudita                                                        | 4 – 2                                                                 | Russia                                                                | Amichevole                                                            | -2                                                                    | 63’                                                                   |
| Totale                                                                |                                                                       | Presenze                                                              | 1                                                                     |                                                                       | Reti                                                                  | -2                                                                    |                                                                       |

## Palmarès

### Club
- Coppa di Russia: 2

Torpedo Mosca: 1992-1993
Lokomotiv Mosca: 1996-1997
- Korean League Cup: 1

Bucheon Yukong/Bucheon Yukong: 1994,  1996